# Andrés Duprat
Andrés Duprat (La Plata, provincia de Buenos Aires; 18 de abril de 1964) es un arquitecto, guionista y curador de arte argentino. Es el actual director del Museo Nacional de Bellas Artes en Buenos Aires.
Como guionista, Duprat ganó en 2016 y 2017 los Premio Platino al mejor guion original, el Premio Sur al mejor guion original y el Premio Miguel Delibes al mejor guion original de la Semana Internacional de Cine de Valladolid, entre otros premios y nominaciones, por su guion original para el largometraje El ciudadano ilustre, dirigido por Mariano Cohn y Gastón Duprat.

## Biografía
Criado en Bahía Blanca, como su hermano menor el director de cine Gastón Duprat, fue interesado por el arte desde la infancia como nieto y sobrino respectivamente de los escritores Gregorio Scheines y Graciela Scheines, y por la relación con un núcleo ligado a las primeras salas de cine locales.
Es arquitecto desde 1987, por la Universidad Nacional de La Plata. Realizó posteriormente investigaciones sobre arte y arquitectura y exposiciones en varios países de Europa.
A su regreso a Bahía Blanca, creó un espacio de arte que denominó "La Casa" en una propiedad de la familia Scheines.
Entre 1991 y 2002, fue director de 2 museos del Museo de Bellas Artes de Bahía Blanca y, a partir de su creación, del Museo de Arte Contemporáneo de esa misma ciudad. A partir de su gestión, se realizó el Primer Simposio Nacional de Escultura Monumenal, en octubre de 1993.
Entre 2002 y 2004, dirigió el área cultural y el Centro de Arte Contemporáneo “Espacio Fundación Telefónica” en la Ciudad de Buenos Aires.
Entre 2005 y 2015 fue director de Artes Visuales del Ministerio de Cultura argentino.
En 2015, Andrés Duprat fue nombrado director del Museo Nacional de Bellas Artes de Argentina. En septiembre de 2023, tras ganar un nuevo concurso público, su mandato fue extendido hasta 2024.
En 2021 recibió el Premio Konex - Diploma al Mérito en la disciplina Guion.

## Filmografía como guionista
- Competencia oficial (2021) (coguionista)
- Mi obra maestra (2018)
- Todo sobre el asado (2016)
- El ciudadano ilustre (2016)
- Living Stars (2014)
- Civilización (2012)
- Fronteras (2011) - serie de televisión, un episodio
- La última Frontera (2011)
- Querida, voy a comprar cigarrillos y vuelvo (2011)
- El hombre de al lado (2009)
- El artista (2008)